# Drosophila sui
Drosophila sui är en tvåvingeart som beskrevs av Lin och Tseng 1973. Drosophila sui ingår i släktet Drosophila och familjen daggflugor.
Artens utbredningsområde är Taiwan.